# Halterofília als Jocs Olímpics d'estiu de 1972
Als Jocs Olímpics d'Estiu de 1972 celebrats a la ciutat de Múnic (en aquells moments República Federal d'Alemanya) es disputaren nou proves d'halterofília, totes elles en categoria masculina, i dues més que en l'edició anterior. Les proves es realitzaren el dia 27 d'agost de 1972 al Gewichtheberhalle de la ciutat alemanya.
Participeren un total de 188 halters de 54 comitès nacionals diferents.

## Resum de medalles
| Prova     | Or                 | Argent             | Bronze             |
| – 52 kg   | Zygmunt Smalcerz   | Lajos Szűcs        | Sándor Holczreiter |
| – 56 kg   | Imre Földi         | Mohammad Nassiri   | Gennadi Chetin     |
| – 60 kg   | Norair Nurikian    | Dito Shanidze      | Janos Benedek      |
| – 67.5 kg | Mukharby Kirzhinov | Mladen Kutchev     | Zbigniew Kaczmarek |
| – 75 kg   | Yordan Bikov       | Mohamed Traboulsi  | Anselmo Silvino    |
| – 82.5 kg | Leif Jenssen       | Norbert Ozimek     | György Horvath     |
| – 90 kg   | Andon Nikolov      | Atanas Shopov      | Hans Bettembourg   |
| – 110 kg  | Jaan Talts         | Aleksandr Kraichev | Stefan Grützner    |
| + 110 kg  | Vasiliy Alekseyev  | Rudolf Mang        | Gerd Bonk          |

## Medaller
| Posició | País           | Or | Argent | Bronze | Total |
| 1       | Bulgària       | 3  | 3      | 0      | 6     |
| 2       | Unió Soviètica | 3  | 1      | 1      | 5     |
| 3       | Hongria        | 1  | 1      | 3      | 5     |
| 4       | Polònia        | 1  | 1      | 1      | 3     |
| 5       | Noruega        | 1  | 0      | 0      | 1     |
| 6       | Iran           | 0  | 1      | 0      | 1     |
| 6       | Líban          | 0  | 1      | 0      | 1     |
| 6       | RFA            | 0  | 1      | 0      | 1     |
| 9       | RDA            | 0  | 0      | 2      | 2     |
| 10      | Itàlia         | 0  | 0      | 1      | 1     |
| 10      | Suècia         | 0  | 0      | 1      | 1     |